# Mastoureh Ardalan
Mah Sharaf Khanom, Mastoureh Ardalan o Mastura Ardalan (Sanandaj, 1805, Sulaymaniyah, 1848) fue una poeta, historiadora y escritora kurda.
Ardalan nació en el Kurdistán del este de Sanandaj, región del Kurdistán iraní y murió en el Kurdistán del sur de Sulaymaniyah, en el Kurdistán iraquí. Fue miembro de la aristocracia feudal en la corte del principado de Ardalan con centro en Senna. Estudió kurdo, árabe y persa bajo la supervisión de su padre, Abolhasan Beig Qadiri. Su esposo, Khasraw Khani Ardalan, era el gobernante del principado. La muerte de su esposo dejó al principado vulnerable a la interferencia externa. Cuando el estado de Qajar conquistó el territorio de Ardalan en el siglo XIX, ella y su familia se fueron al principado de Baban con sede en Sulaymaniyah. Su hijo, Reza Qulikhan, el sucesor de Khasraw Khan, fue encarcelado por los Qajar.

## Obras seleccionadas
Escribió varios libros de poesía, historia y literatura. Escribió principalmente en el dialecto Hawrami o Gorani del kurdo y en persa. Era poeta y se dice que fue la única mujer historiógrafa de Oriente Medio hasta finales del siglo XIX. Escribió un libro sobre la historia de la dinastía kurda Ardalan. También escribió una colección de poemas, que se han vuelto a publicar en los últimos años. Su 200 cumpleaños se celebró recientemente en un festival en Hewler (Erbil), en la región del Kurdistán iraquí, donde su estatua fue descubierta en una ceremonia. Se celebró una conferencia sobre las obras de Mastoureh en Erbil del 11 al 15 de diciembre de 2005. Más de cien figuras científicas y culturales de todo el mundo asistieron al congreso en el Kurdistán iraquí, en el que se presentaron treinta artículos en kurdo, persa, inglés y árabe sobre la vida y obra de Mastoureh Ardalan. Además, varios de sus trabajos fueron publicados por los organizadores en persa y kurdo durante el congreso.
Una estatua de Ardalan del escultor iraní Hadi Zia-dini se encuentra ahora en Sanandaj, Irán.

## Libros
1. Khronika Doma Ardalan: Ta'rikh-I Ardalan por Mah Sharaf Khanum Kurdistani y EI Vasileva, ISBN 5-02-016559-X / 502016559X
2. Divan-i Masturah Kurdistani, Colección de poemas, 238 págs., 1998, ISBN 964-6528-02-3.